# Movimento Popular Unido (São Vicente e Granadinas)
O Movimento Popular Unido (em inglês:  United People's Movement, UPM) foi um partido político em São Vicente e Granadinas. Concorreu pela primeira vez a eleições em 1979, quanto teve 13,6% dos votos mas não elegeu nenhum deputado. Pouco antes das eleições de 1984, vários membros saíram para formar o Movimento para a Unidade Nacional (MNU) após a maioria dos membros do UPM terem recusado renunciar as políticas de Fidel Castro  Em resultado, a votação do partido desceu para 3,2% e permaneceu sem deputados. In 1989 teve apenas 468 e voltou a não eleger deputados. Não concorreu a mais nenhuma eleição.

## História
O UPM foi fundado a 3 de agosto de 1979, como uma aliança entre o Movimento Democrático Popular (PDM) -  este por sua vez resultado da união entre o Movimento da Liberdade Democrática (DFM) e o Congresso Unido Popular (PUC) -,  o Movimento de Libertação Unido Youlou (YULIMO) e o grupo rural ARWEE; a origem desses movimentos foram os protestos ocorridas na década de 70, nomeadamente contra a visita da princesa Margarida às ilhas em 1972 e a repressão que tal gerou, e todos professavam uma ideologia socialista e anti-colonial (social-democrata no PDM,  "socialista científica" no YULIMO e no ARWEE).
Em 1980, o PDM abandonou o UPM, e, em 1982, outra facção, liderada pelo futuro primeiro-ministro Ralph Gonsalves, também abandonou o partido para criar o mais moderado Movimento para a Unidade Nacional.
O UPM foi liderado por Gonsalves de 1979 a 1982, depois por Renwick Rose, depois por Oscar Allen, e a partir de 1988 por Adrian Saunders.
As divisões internas e as repercussões do conflito na vizinha Granada (cujo regime era próximo do UPM) levaram a que o UPM perdesse grande parte da sua influência.